# Geocentrični koordinatni čas
Geocentrični koordinatni čas  (oznaka TCG iz angleškega izraza Geocentric Coordinate Time) je koordinatni čas namišljene ure v središču Zemlje, ki bi se gibala skupaj s središčem, vendar nanjo ne bi vplivalo podaljšanje časa zaradi relativnostnih pojavov. Takšna ura teče malo hitreje kot ura na površini Zemlje. To je torej lastni čas, ki bi ga merila ura v mirovanju v koordinatnem sistemu (z izhodiščem v središču Zemlje), ki bi se gibal skupaj s središčem Zemlje (na uro ne vpliva gravitacijska luknja Zemlje).

## Zgodovina
Geocentrični koordinatni čas je definirala Mednarodna astronomska zveza v letu 1991 na XXI. generalni skupščini v Priporočilu III. Ta čas je bil obravnavan kot nadomestilo slabo določenemu težiščnemu dinamičnemu času (TDB). Pri definiciji so upoštevali splošno teorijo relativnosti tako, da je določen v okviru relativistične metrike.

## Značilnosti
Opazovalni sistem za geocentrični koordinatni sistem se ne vrti skupaj s površino Zemlje in tudi ni v gravitacijskem potencialu Zemlje. Zaradi tega teče ura v tem sistemu hitreje kot ure na površini Zemlje. V enem letu prehiteva za okoli 22 ms. Zaradi tega se tudi vse vrednosti fizikalnih konstant, ki so vezane na čas (tudi meter), razlikujejo od klasičnih vrednosti, ki ne vsebujejo razlik zaradi hitrosti spreminjanja časa. Geocentrični koordinatni sistem je bil enak efemeridnemu času okoli julijanskega dneva 2443144,5 (1. januar 1977 ob 00:00). Bolj točno je določen odnos do mednarodnega atomskega časa. Trenutek 1. januarja 1977 ob 00:00:32,184 točno odgovarja mednarodnemu atomskemu času 1. januarja 1977 ob 00:00:00,000. To je tudi trenutek, ko se je za mednarodni atomski čas (TAI) vpeljal popravek zaradi gravitacijskega podaljšanja časa. Geocentrični čas ni povezan z vrtenjem Zemlje, za to ne vključuje definicije dneva. Ker ima dan 86400 sekund (sistem SI), bi bil dan izražen v geocentričnem koordinatnem času malo krajši kot je običajni dan. Linearno je povezan z zemeljskim časom (TT).
Geocentrični koordinatni čas je idealiziran čas, ki ni odvisen od realizacije. Lahko se ga realizira samo z dejansko uro na Zemlji. Ker obstoja linearen odnos med zemeljskim časom in geocentričnim koordinatnim časom, so v resnici realizacija TCG časa ure, ki realizirajo zemeljski čas
Težiščni koordinatni čas (TCG) je podoben geocentričnemu koordinatnem času, vendar ne tečeta z enakomernim zamikom. Težiščni koordinatni čas teče počasneje za 
1,6. 10-8 krat (to je 20 ms na leto).
Razmerje med TCG in TT pa je :
1 + 6,9692904 . 10-10 .
Razlika med težiščnim koordinatnim in geocentričnim koordinatnim časom je :
TCB – TCG = Lb x (JD – 24431445,5)x 86400 + c-2.ve(x - xe) + PS
kjer je
xe položaj težišča
ve hitrost težišča
x položaj opazovalca
Lb = 1480813 . 10-8 (± 1. 1010-14)
PS je periodična vrednost, ki se določa z analitskimi obrazci (za opazovalca na Zemlji je sprememba dnevna, največ 2,1 ms)
Zemeljski čas pa se razlikuje od geocentričnega koordinatnega časa za
TCG – TT = Lg x (JD – 24431445,5)x 86400
kjer je
Lg = 1,550505. 10-8